# Франтішек Поспішил
Франтішек Поспішил (чеськ. František Pospíšil; нар. 2 квітня 1944, Унгошт, Кладно, Протекторат Богемії і Моравії) — чехословацький хокеїст та тренер. Грав на позиції захисника. 
Триразовий чемпіон світу. Член зали слави ІІХФ (1999) та зали слави чеського хокею.

## Клубна кар'єра
В чемпіонаті Чехословаччини грав за СОНП (Кладно) (1961-1978). Всього в лізі провів 621 матч та забив 133 голи. Чотиразовий чемпіон країни. В 1971 та 1972 роках визнавався найкращим хокеїстом року у Чехословаччині. Останній сезон провів за німецький клуб «Ландсхут» (1978/79).

## Виступи у збірній
В національній збірній грав з 1967 по 1977 рік. В збірній грав у парі з Олдржихом Махачем. Тричі здобував золоті нагороди на світових чемпіонатах, чотири на чемпіонатах Європи.  Тричі обирався до символічної збірної на чемпіонатах світу. В 1972 році був визнаний найкращим захисником турніру. Брав участь у трьох Олімпійських іграх. У Греноблі (1968) та  Інсбруку (1976) його команда посідала друге місце. На Олімпіаді у Саппоро здобув бронзову нагороду. Фіналіст Кубка Канади 1976 (7 матчів, 1 гол). На чемпіонатах світу та Олімпійських іграх провів 113 матчів (13 закинутих шайб), а всього у складі національної збірної — 262 матчі та 25 голів.

## Тренерська діяльність
З 1979 по 1983 роки очолював СОНП (Кладно). З цією командою здобув золоту, срібну та бронзову нагороди національного чемпіонату. В 1983-1985 роках тренував ХЗ (Літвінов). В сезоні 1983/84 команда посіла друге місце у чемпіонаті. На чолі молодіжної збірної Чехословаччини здобув три срібні нагороди світових чемпіонатів (1982, 1983, 1985) та одну бронзову (1984). З 1986 по 1988 рік працював асистентом головного тренера національної збірної Яна Старшого. Чотири роки працював генеральним менеджером ХК «Кладно» (1996-2000). Завершив тренерську кар'єру у команді регіональної ліги з міста Лоуні в 2003 році.

## Нагороди та досягнення

### Гравець
| Нагороди                     | Команда        | Кіл. | Роки                   |
| ---------------------------- | -------------- | ---- | ---------------------- |
| Олімпійські ігри             |                |      |                        |
| Срібло                       | Чехословаччина | 2    | 1968, 1976             |
| Бронза                       | Чехословаччина | 1    | 1972                   |
| Чемпіонат світу              |                |      |                        |
| Золото                       | Чехословаччина | 3    | 1972, 1976, 1977       |
| Срібло                       | Чехословаччина | 4    | 1968, 1971, 1974, 1975 |
| Бронза                       | Чехословаччина | 3    | 1969, 1970, 1973       |
| Кубок Канади                 |                |      |                        |
| Фіналіст                     | Чехословаччина | 1    | 1976                   |
| Чемпіонат Європи             |                |      |                        |
| Золото                       | Чехословаччина | 4    | 1971, 1972, 1976, 1977 |
| Срібло                       | Чехословаччина | 3    | 1968, 1974, 1975       |
| Бронза                       | Чехословаччина | 4    | 1967, 1969, 1970, 1973 |
| Кубок європейських чемпіонів |                |      |                        |
| Володар                      | СОНП (Кладно)  | 1    | 1977                   |
| Фіналіст                     | СОНП (Кладно)  | 3    | 1975, 1976, 1978       |
| Чемпіонат Чехословаччини     |                |      |                        |
| Золото                       | СОНП (Кладно)  | 4    | 1975, 1976, 1977, 1978 |
| Бронза                       | СОНП (Кладно)  | 2    | 1971, 1972             |

#### Особисті
| Нагороди                            | Кіл. | Роки             |
| ----------------------------------- | ---- | ---------------- |
| Найкращий захисник чемпіонату світу | 1    | 1972             |
| Символічна збірна чемпіонату світу  | 3    | 1972, 1976, 1977 |
| Золота ключка                       | 2    | 1971, 1972       |
| Член зали слави ІІХФ                | -    | 1999             |

### Тренер
| Нагороди                                                  | Команда        | Кіл. | Роки             |
| --------------------------------------------------------- | -------------- | ---- | ---------------- |
| Чемпіонат світу з хокею із шайбою серед молодіжних команд |                |      |                  |
| Срібло                                                    | Чехословаччина | 3    | 1982, 1983, 1985 |
| Бронза                                                    | Чехословаччина | 1    | 1984             |
| Чемпіонат Чехословаччини                                  |                |      |                  |
| Золото                                                    | СОНП (Кладно)  | 1    | 1980             |
| Срібло                                                    | СОНП (Кладно)  | 1    | 1982             |
| Срібло                                                    | ХЗ (Літвінов)  | 1    | 1984             |
| Бронза                                                    | СОНП (Кладно)  | 1    | 1981             |